# 慧聡
慧聡（えそう、生没年不詳）は、飛鳥時代に百済から渡来した僧。

## 人物
推古天皇3年（595年）に渡来。
推古天皇4年（596年）に法興寺（現在の飛鳥寺安居院）が造営すると、蘇我馬子の長男の蘇我善徳が寺司となった。この造営後の法興寺に渡来僧の慧慈と共に住み、蘇我氏などの厚遇を受けて三宝の棟梁と称されたが、これらの事績は伝説である。
遠く14世紀の応長元年（1311年）成立の『三國佛法傳通縁起』は、三論宗（南都六宗の一つ）の学僧で厩戸皇子の仏教の師と称している。